# Hydroizobata
Hydroizobaty – izolinie łączące na mapie punkty zwierciadła wody podziemnej występujące na jednakowych głębokościach względem powierzchni terenu, inaczej zwane liniami równych głębokości występowania zwierciadła wody.